# Renault Type A
La Renault Type A est le premier modèle historique d'automobile de la marque Renault conçue et produite par Louis Renault entre 1898 et 1903.

## Historique
À l'automne 1898, Louis Renault, âgé de 21 ans, tout juste dégagé de ses obligations militaires, entreprend de construire, avec l'aide de son compagnon de régiment Edward Richet, ce premier modèle de voiturette dans le jardin de la propriété familiale de Boulogne-Billancourt. Il reçoit ses 12 premières commandes des amis avec qui il passe le réveillon du 31 décembre.
Premier véhicule étudié et commercialisé par Louis Renault, la voiturette est équipée d'un moteur De Dion-Bouton, d'une boîte de vitesses « à prise directe » et d'un arbre de transmission aux roues arrière entraîné par un cardan de sa composition. Le moteur monté à l’avant est équipé d’un carburateur de Lônguemare en France, qui fonctionne parfaitement malgré d’éventuelles vibrations.
Le démarrage du moteur se fait à l’aide d’une manivelle.
Une pédale commande l’engagement ou le débrayage du moteur via un cône de friction. Une pédale agit sur un frein placé sur l’arbre de transmission. Une seconde pédale permet d’enclencher la marche arrière. Un second frein à main agit sur les moyeux des roues arrière.
À gauche du conducteur se trouve un levier qui peut être utilisé pour engager les trois vitesses.
Les vitesses dans les engrenages sont : 8, 15, 30 km par heure.
Grâce à l’intervention d’allumage et aux réglages du carburateur, la vitesse peut être modifiée.
Le prix était d’environ 3500 francs.
|  |  |  |

## Liens externes

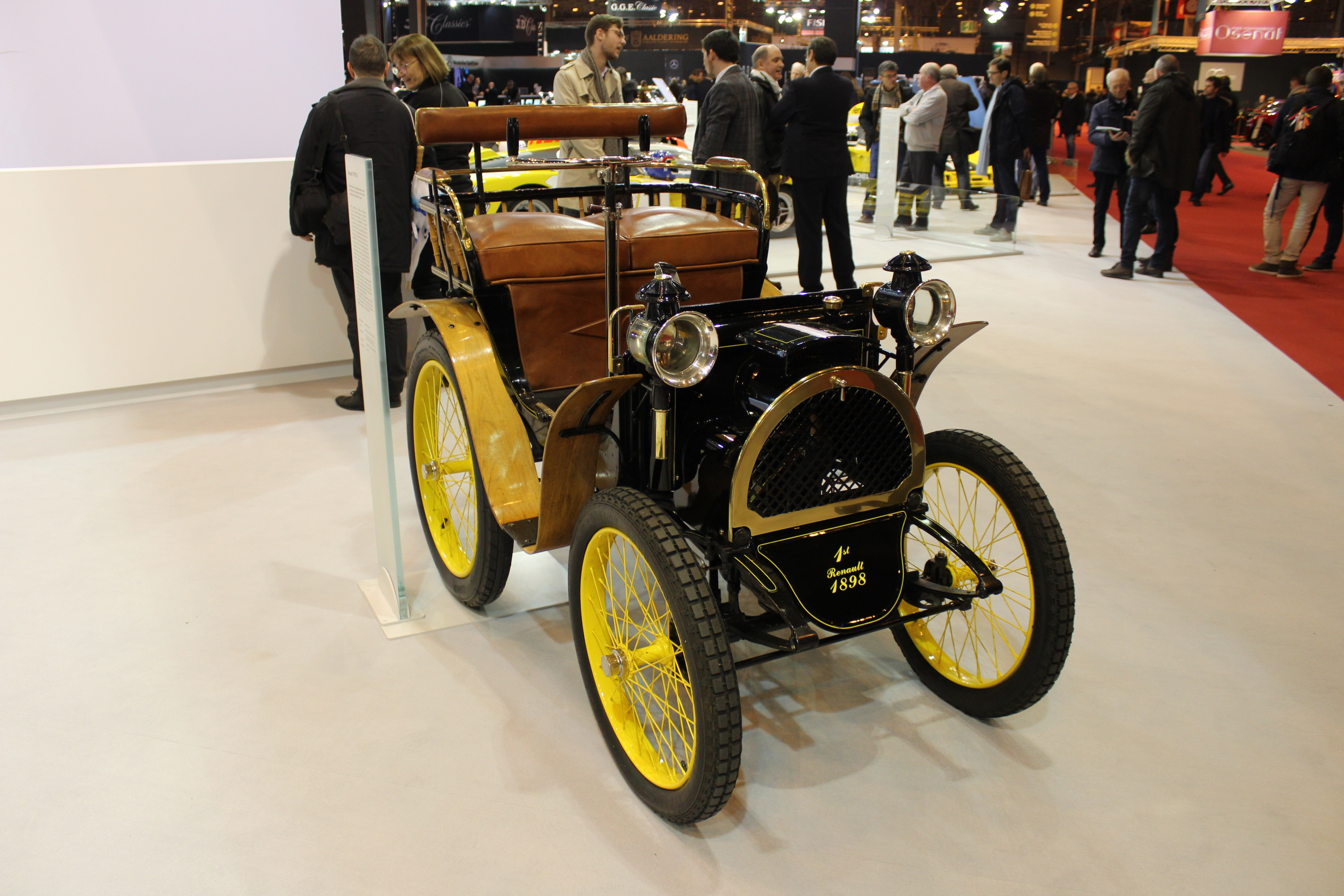
La Renault Type A voiturette de 1898, de nos jours.

## Chiffres de production Renault Type A
| Année          | 1898 | 1899 | 1900 | 1901 | 1902 | 1903 | total |
| -------------- | ---- | ---- | ---- | ---- | ---- | ---- | ----- |
| Renault Type A | 6    | 71   |      |      |      |      | 290   |
| Renault Type B | 0    | 0    |      | 0    | 0    | 0    |       |
| Renault Type C | 0    | 0    |      | 0    | 0    | 0    |       |
| Renault Type D | 0    | 0    | 0    |      | 0    | 0    |       |
| Renault Type E | 0    | 0    | 0    |      | 0    | 0    |       |
| Renault Type F | 0    | 0    | 0    |      | 0    | 0    |       |
| Renault Type G | 0    | 0    | 0    | 0    |      |      |       |
| Renault Type H | 0    | 0    | 0    | 0    |      | 0    |       |
| Renault Type I | 0    | 0    | 0    | 0    |      | 0    |       |
| Renault Type J | 0    | 0    | 0    | 0    |      | 0    |       |
| Renault Type K | 0    | 0    | 0    | 0    |      | 0    |       |
| Renault Type L | 0    | 0    | 0    | 0    | 0    | 25   |       |
| Renault Type M | 0    | 0    | 0    | 0    | 0    |      |       |
| Renault Type N | 0    | 0    | 0    | 0    | 0    |      |       |
| Renault Type O | 0    | 0    | 0    | 0    | 0    |      |       |
| Renault Type P | 0    | 0    | 0    | 0    | 0    |      |       |
| Renault Type Q | 0    | 0    | 0    | 0    | 0    |      |       |
| Renault Type R | 0    | 0    | 0    | 0    | 0    |      |       |
| Renault Type S | 0    | 0    | 0    | 0    | 0    |      |       |
| total          | 6    | 71   | 179  | 347  | 509  | 778  |       |